# Distretto di Wien-Umgebung
Wien-Umgebung (in tedesco "Dintorni di Vienna") è stato un distretto amministrativo austriaco dello stato della Bassa Austria.

## Geografia fisica
Era uno dei tre distretti austriaci (gli altri sono quelli di Amstetten e di Wiener Neustadt-Land) a non avere contiguità territoriale, bensì ad avere la singolarità di essere diviso in ben 4 settori territoriali separati, ai confini con la città di Vienna. Fu creato nel 1954 dallo scioglimento della "Grande Vienna"; alla fine del 2016 è stato sciolto e diviso tra i distretti confinanti.

## Geografia antropica
Al momento della sua dissoluzione, il distretto era suddiviso in 21 comuni, di cui 6 con status di città (Stadtgemeinden) e 7 con status di comune mercato (Marktgemeinden). Ogni comune comprendeva a sua volta i propri comuni catastali (Katastralgemeinden), corrispondenti grossomodo a delle frazioni.

### Città
- Fischamend
  - Fischamend-Dorf, Fischamend-Markt
- Gerasdorf bei Wien
  - Föhrenhain, Gerasdorf, Kapellerfeld, Oberlisse, Seyring
- Klosterneuburg
  - Höflein an der Donau, Kierling, Klosterneuburg, Kritzendorf, Maria Gugging, Weidling, Weidlingbach
- Pressbaum
  - Au am Kraking, Pfalzau, Pressbaum
- Purkersdorf
  - An der Stadlhütte, Baunzen, Deutschwald, Glasgraben, Neu-Purkersdorf, Postiedlung, Rechenfeld, Richter-Minder-Siedlung, Sagbergssiedlung, Süßfeld
- Schwechat
  - Kledering, Mannswörth, Rannersdorf, Schwechat

### Comuni mercato
- Gablitz
  - Allhang, Buchgraben, Fischergraben, Hauersteig, Hochbuch, Höbersbach, Laabach, Rabenstein
- Gramatneusiedl
- Himberg
  - Himberg, Velm, Pellendorf, Gutenhof
- Leopoldsdorf
- Mauerbach
  - Hainbuch, Mauerbach, Steinbach
- Schwadorf
- Tullnerbach
  - Irenental, Tullnerbach-Lawies, Untertullnerbach

### Comuni
- Ebergassing
  - Ebergassing, Wienerherberg
- Klein-Neusiedl
- Lanzendorf
  - Oberlanzendorf, Unterlanzendorf
- Maria-Lanzendorf
- Moosbrunn
  - Au am Kraking, Pfalzau, Pressbaum, Rekawinkel
- Rauchenwarth
- Wolfsgraben
- Zwölfaxing

## Variazioni territoriali dal 2017

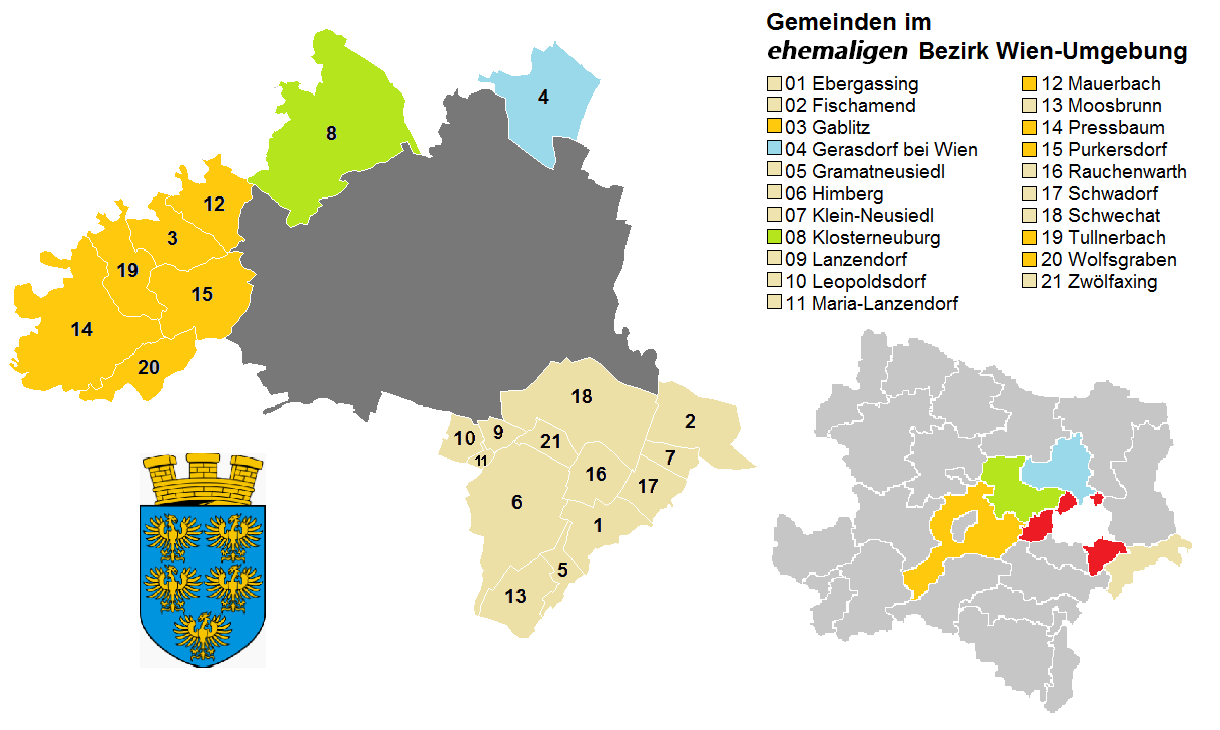
Distribuzione di città e comuni dell'ex distretto di Wien-Umgebung tra i distretti confinanti, ciascuno con un colore diverso

Nel settembre 2015 il governatore della Bassa Austria Erwin Pröll aveva annunciato che il distretto sarebbe stato sciolto il 1º gennaio 2017 e che i suoi 21 comuni sarebbero stati divisi tra i distretti confinanti dello stesso Land. La modifica amministrativa è stata decisa il 24 settembre 2015 dal Landtag della Bassa Austria. Successivamente, dal governo statale è stata deliberata la riassegnazione dei comuni ai distretti limitrofi secondo il seguente schema:
- la città di Klosterneuburg è stata accorpata al distretto di Tulln;
- il distretto di Korneuburg è stato esteso per includere il comune di Gerasdorf bei Wien;
- le città e i comuni di Gablitz, Mauerbach, Pressbaum, Purkersdorf, Tullnerbach e Wolfsgraben sono stati incorporati nel distretto di St. Pölten-Land;
- le città e i comuni di Ebergassing, Fischamend, Gramatneusiedl, Himberg, Klein-Neusiedl, Lanzendorf, Leopoldsdorf, Maria-Lanzendorf, Moosbrunn, Rauchenwarth, Schwadorf, Schwechat e Zwölfaxing sono stati accorpati al distretto di Bruck an der Leitha[2].